# براندان كينيدي
براندان كينيدي (بالإنجليزية: Brendan Kennedy)‏ (7 ديسمبر 1974 دبلن جمهورية أيرلندا - ) هو لاعب كرة قدم أيرلندي يلعب كحارس مرمى.